# Gastrotheca dendronastes
Espèce
Statut de conservation UICN

 EN  : En danger
Gastrotheca dendronastes est une espèce d'amphibiens de la famille des Hemiphractidae.

## Répartition
Cette espèce se rencontre de 1 230 à 2 090 m d'altitude :
- en Colombie dans les départements d'Antioquia, de Risaralda, de Chocó, de Valle del Cauca et de Cauca sur le versant pacifique de la cordillère Occidentale et dans le département de Caldas sur la cordillère Centrale ;
- en Équateur dans la province de Pichincha.

## Publication originale
- Duellman, 1983 : A new species of marsupial frog (Hylidae: Gastrotheca) from Colombia and Ecuador. Copeia, vol. 1983, no 4, p. 868-874.